# أخيمعص

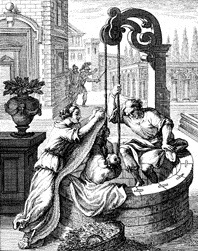
يوناثان وأخيمعص يختبئان من أبشالوم، بريشة يوهان كريستوف ويجل، 1695.

أخيمعص هو شخصية توراتية ورئيس كهنة بني إسرائيل، وهو ابن رئيس الكهنة صادوق.
ظهر لأول مرة في عهد الملك داود خلال ثورة أبشالوم، وظل مخلصًا لداود، وساعده بإعطائه أخبارًا عن أعمال أبشالوم في القدس، وكان أول من أحضر أخبارًا لداود عن هزيمة أبشالوم. تحت حكم الملك سليمان أصبح والده صادوق كاهنًا أعظمًا. وعندما مات صادوق خلفه أخيمعص في هذا المنصب. ربما يكون هو نفسه أحيمعص الذي تزوج ببسمة، إحدى بنات سليمان.